# Universidad CES
La Universidad CES (sigla de Corporación en Estudios de la Salud) es una Universidad autónoma, de carácter privado, no confesional, sin ánimo de lucro y autosostenible de la ciudad de Medellín, Antioquía. Sujeta a inspección y vigilancia por medio de la Ley 1740 de 2014 y la ley 30 de 1992 del Ministerio de Educación de Colombia. Fundada el 5 de julio de 1977 como Instituto de Ciencias de la Salud CES. En el 2007 recibió del Ministerio de Educación de Colombia la resolución 1371 del 22 de marzo que la reconoce como Universidad.

### Acreditación de alta calidad
Por medio de la Resolución n.º 2675 del 28 de febrero de 2014 con una vigencia de 6 años, fue reconocida por el Ministerio de Educación Nacional de Colombia, como una Universidad de alta calidad. De igual manera, por medio de la Resolución 013602, del 9 de diciembre de 2019, expedida por el Ministerio de Educación Nacional (MEN), la Universidad CES recibió la renovación de la Acreditación Institucional de Alta Calidad por una vigencia de seis años.

### Funciones sustantivas
La Universidad CES, tiene como funciones sustantivas la docencia por medio de clases en distintas áreas del conocimiento, la investigación que ahora se extiende a innovación y generación de empresas basadas en conocimiento, y la extensión que ejecuta por medio de asesoría y consultoría a empresas y entidades públicas y privadas en Colombia y la región latinoamericana.

## Historia
La Universidad CES fue fundada el 5 de julio de 1977 bajo el nombre de Corporación de Estudios en Salud, con el propósito inicial de ofrecer programas académicos en medicina y ciencias de la salud. Su creación fue impulsada por un grupo de profesionales de la salud, entre ellos el doctor Luis Alfonso Vélez, primer rector de la institución. La universidad surgió en un contexto en el que Medellín requería nuevas alternativas de formación médica, complementarias a las que ofrecían las universidades tradicionales.

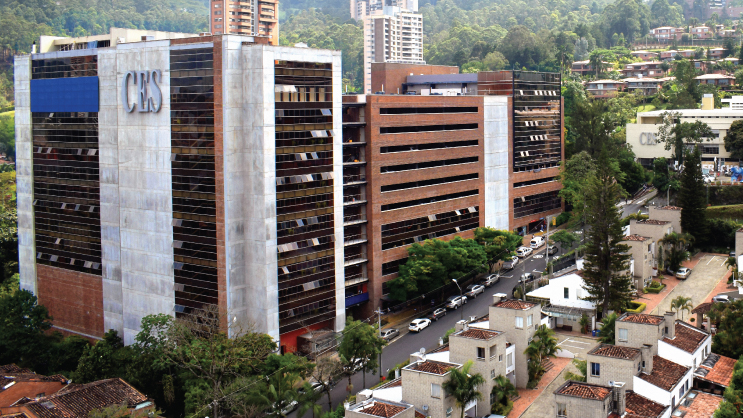
Bloque B Sede Pobado

En sus primeros años, la universidad operó en sedes provisionales mientras desarrollaba su infraestructura propia. El primer programa académico fue Medicina, el cual inició en 1978 con una cohorte reducida y un enfoque en la excelencia clínica. Con el tiempo, se fueron creando nuevas facultades y programas, como Odontología, Psicología, Enfermería, Fisioterapia, y más adelante, programas en Derecho, Administración de Empresas, Ingeniería Biomédica y Ciencias Sociales.
En 2007, la institución obtuvo el reconocimiento como universidad por parte del Ministerio de Educación Nacional de Colombia mediante la Resolución 1371 del 15 de mayo de 2007, lo que marcó un hito en su consolidación institucional y permitió ampliar su oferta académica en pregrado y posgrado.
La Universidad CES tiene su sede principal en el barrio El Poblado de Medellín. El campus cuenta con instalaciones académicas, laboratorios, bibliotecas especializadas, centros de simulación clínica, y zonas de bienestar universitario. Además, cuenta con clínicas veterinarias, una clínica odontológica, y el Centro de Veterinaria y Zootecnia en el municipio de Envigado.
También opera otros espacios de docencia e investigación en alianza con instituciones del sector salud, como hospitales y clínicas, lo cual permite una formación práctica desde los primeros semestres en áreas clínicas y biomédicas.
La Universidad CES ha consolidado una estructura sólida de grupos de investigación, muchos de ellos reconocidos por Minciencias en las categorías más altas. Entre sus líneas destacadas se encuentran la farmacología, la salud pública, la neurociencia, la bioética, y la medicina preventiva.
La institución también ha desarrollado una proyección internacional, con convenios de cooperación académica y científica con universidades de América, Europa y Asia. Además, participa en redes académicas y científicas nacionales e internacionales.
En el ámbito de la proyección social, el CES desarrolla programas comunitarios en salud, bienestar animal, y asesoría legal gratuita a través de sus consultorios jurídicos, médicos y veterinarios.
La Universidad recibió por primera vez la acreditación institucional de alta calidad en 2014 por parte del Consejo Nacional de Acreditación (CNA) y el Ministerio de Educación Nacional, lo que certifica su compromiso con la calidad académica y administrativa. Esta acreditación ha sido renovada, lo que evidencia la mejora continua en sus procesos académicos, investigativos y de gestión.
La Universidad CES ha sido reconocida por sus aportes en investigación biomédica, por el impacto de sus egresados en el sistema de salud colombiano, y por la calidad de sus procesos formativos. Además, ha mantenido una posición destacada en rankings nacionales e internacionales de educación superior, particularmente en áreas como medicina, odontología y veterinaria.

## Docencia
La Universidad CES forma profesionales en distintas áreas del conocimiento como son ciencias naturales, ingeniería y tecnología, ciencias médicas, agropecuarias y sociales.
Cuenta con 13 pregrados y 2 tecnologías:
- Administración de empresas
- Tecnología en atención prehospitalaria
- Biología
- Derecho
- Ecología
- Enfermería
- Fisioterapia
- Ingeniería Biomédica
- Medicina
- Medicina Veterinaria y Zootecnia
- Nutrición y Dietética
- Odontología
- Psicología
- Química Farmacéutica
- Tecnología en regencia de farmacia

En el año 2021 inició la oferta de Educación para el Trabajo y el Desarrollo Humano, con la Técnica Loboral en Producción Agropecuaria Sostenible ofertada en el municipio de Andes Antioquia.
Además cuenta con especializaciones, maestrías, doctorados, posgrados clínicos y un centro de idiomas donde se potencian las habilidades de sus estudiantes para la internacionalización y la multiculturalidad.
Los programas del CES están dirigidos a ofrecer a la sociedad un egresado ético, innovador, creativo, crítico y capaz de liderar la transformación de su entorno profesional y social.

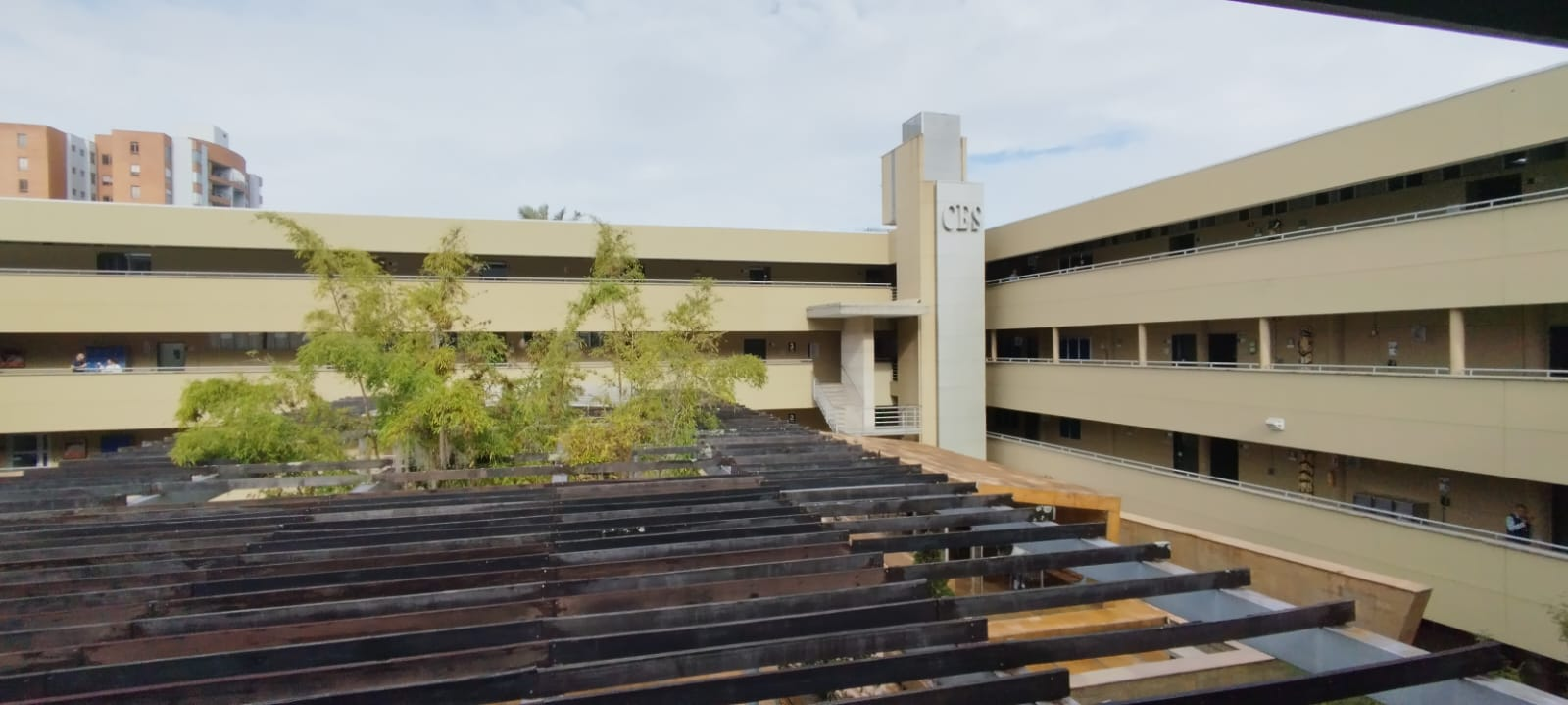
Bloque C

## Investigación
El fomento de la investigación en docentes y estudiantes es propósito permanente de la Universidad CES, para ello estimula el desarrollo de líneas y grupos de investigación por medio de
- Semilleros de investigación para estudiantes
- Grupos de investigación reconocidos por Colciencias
- Unidades de negocio basadas en conocimiento
- Innovación y empresarismo

La investigación, la innovación y el empresarismo giran alrededor de las ciencias naturales, ingeniería y tecnología, ciencias médicas, agropecuarias y sociales.

### Centros autónomos de investigación y desarrollo
Además, cuenta con los centros autónomos de investigación y desarrollo:
- CETES
- CECIF
- ICMT

## Extensión
La Universidad CES se relaciona con la sociedad mediante actividades de asesoría, de educación continua y de servicios asistenciales que apoyan la docencia.

### Asesoría y consultoría
Mediante la articulación entre docencia e investigación, la universidad contribuye con la formación y transformación de las comunidades por medio de la transferencia y apropiación del conocimiento, brindando respuesta a las necesidades sociales de carácter local, regional, nacional e internacional.
Los servicios de consultoría de la Universidad también están vinculados con el sector empresarial. Gracias a la integración de la academia y la realidad de las organizaciones, con el fin de apoyarlos en el cumplimiento de metas y objetivos.
- Salud
- Jurídica
- Gestión del riesgo
- Administración
- Alimentos y nutrición
- Ingeniería y tecnología
- Farmacéutica
- Ambiental
- Veterinaria

### Educación continua
La Universidad ofrece al público en general, el acceso a formación y acceso a nuevos conocimientos por medio de:
- Certificaciones
- Conferencias
- Congresos
- Cursos de idiomas
- Cursos
- Diplomados
- Foros
- Programas virtuales
- Semilleros para aspirantes
- Seminarios
- Simposios
- Talleres

### Centros de servicio
La universidad ofrece servicios a la comunidad, gobierno y empresas por medio de distintos centros de servicio, donde además sus estudiantes pueden realizar rotaciones prácticas.
- IPS CES Sabaneta
- Centro de Veterinaria y Zootecnia -CVZ-
- Instituto Colombiano de Medicina Tropical
- Clínica CES
- CES Almacentro
- Óptica CES
- Gimnasio Universidad CES
- CESNUTRAL
- Consultorio jurídico
- Centro de idiomas
- Editorial CES
- Centro de Educación Virtual
- CEMPAS
- CENDES
- Laboratorio de psicología
- Centro de Entrenamiento en Competencias
- CESMIDE
- Unidad de Toxicidad in vitro -UTi-
- Unidad de Biotecnología Vegetal -UBi-

## Sedes
Cuenta con sedes en el departamento de Antioquia, Colombia
- Medellín, Sede Poblado ubicada en la Calle 10A #22-04
- Sabaneta, Sede Sabaneta ubicada en Carrera 43A #52 Sur 99
- Envigado, Centro de Veterinaria y Zootecnia, ubicada en la Calle 36D Sur km 4, Loma El Escobero
- Apartadó, Instituto Colombiano de Medicina Tropical, ubicada en la Carrera 98 #106 - 176, Barrio Chinita
- Bogotá, Oficina de representación ubicada en la Carrera 15 #93-75 Edificio BBVA Chicó 93